# Lycodonus malvinensis
Lycodonus malvinensis is een straalvinnige vissensoort uit de familie van puitalen (Zoarcidae). De wetenschappelijke naam van de soort is voor het eerst geldig gepubliceerd in 1981 door Gosztonyi.